# 5367 Sollenberger
5367 Sollenberger è un asteroide della fascia principale. Scoperto nel 1982, presenta un'orbita caratterizzata da un semiasse maggiore pari a 3,0492930 UA e da un'eccentricità di 0,1182580, inclinata di 10,74128° rispetto all'eclittica.